# Саръгьол (окръг Тулча)
Вижте пояснителната страница за други значения на Саръгьол.
Саръгьол (на румънски: Sarighiol de Deal) е село в Румъния, част от община Бейдауд. Разположено е в южната част на (жудец) окръг Тулча. Има 625 жители (2002).

## История
До 1940 година Саръгьол е с преобладаващо българско население, което се изселва в България по силата на подписаната през септември същата година Крайовска спогодба.

## Личности
Родени
- Дико Йовев ( 16.1.1867--10.I.1902), български журналист, политик и мошеник[2]
- Иван Бобев (1860 – 1885), български офицер, герой от Сръбско-българската война

Други
- Иван Радев, църковен певец, живял в селото около 1917 г.[3]